# Karosa LC 937
A Karosa LC 937 (ismertebb nevén Karosa GT 11) a Karosa Állami Vállalat által 1994 és 1996 között gyártott magaspadlós cseh távolsági autóbusz. Mindössze 16 darab készült belőle.

## Konstrukció
A Karosa LC 937-et tömegközlekedésre tervezték hosszú távú vonalakon, megfelelő kényelemmel és csomagtérrel. Anatómiai kialakítású magas ülések három összecsukható üléspozícióval. Ezek az utasülések emelt platformokon helyezkednek el, és 2 + 2 rendben a középső folyosó mentén vannak elhelyezve. A mennyezet alatti levegő elosztó biztosítja a hatékony klimatizációt(WEBASTO KK H 23), ahol a levegő kivezető állítható fúvókákkal található, a lámpák és a rádió hangszórója a mennyezeti panelen van elhelyezve minden ülés felett. Az oldalsó ablakok a testhez kapcsolódnak, megduplázódnak, festettek ami csökkenti a hőt a busz belsejében, különösen a nyári hónapokban. A busz megfelel az Euro 1 kibocsátási előírásoknak, és az utastér térfogata (15 db LC 937.1040 típusnál) 5,3 m³. A GT 11 prototípus (LC 937.1037 típus) ez a térfogat még kisebb, hogy fenntartsa a 200 mm-es magasságot. A busz háromajtós. A bejárati ajtó az első tengely előtti utas bejárathoz nyílik. A járművezető saját bal oldali ajtóval rendelkezik. A harmadik a hátsó tengely mögötti vészkijárat (a lépcső nélkül és a padlóról a mennyezetre való magasságig).  Ezek a kényelmes buszok légkondicionáltak, kávéfőzővel, hűtőszekrénnyel és VHS lejátszóval felszerelt TV-vel is rendelkeznek.

## Gyártás és üzemeltetés
Az LC 937 járműveket 1994 és 1996 között gyártották a klasszikus LC 736 távoli busz utódjaként. Ezeknek a járműveknek az eredeti megnevezése LC 936.1040 volt, de végül LC 937.1040 névvel lettek előállítva (az első gyártott gép LC 937.1037 néven). Összesen csak 16 db LC 937 készült, ennek az alacsony számnak az oka a magas ár, így a fuvarozók inkább olcsóbb LC 736 illetve LC 757 buszokat vásároltak.
Legyártott modellek száma az évek alapján:
- 1994 – 5 db
- 1995 – 7 db
- 1996 – 4 db

A 16 LC 937 busz közül nyolcat-nyolcat cseh illetve szlovák cégek üzemeltettek. Ez az arány azonban az 1990-es évek második felében megváltozott, mert egy buszt adtak el a Cseh Köztársaságnak Szlovákiából. A legtöbb LC 937 még működik, az egyik egy lengyel fuvarozóhoz került.

## Fordítás
- Ez a szócikk részben vagy egészben  a   Karosa LC 937 című cseh Wikipédia-szócikk fordításán alapul.  Az eredeti cikk szerkesztőit annak laptörténete sorolja fel. Ez a jelzés csupán a megfogalmazás eredetét és a szerzői jogokat jelzi, nem szolgál a cikkben szereplő információk forrásmegjelöléseként.